# Box-Jenkins-Methode
Die Box-Jenkins-Methode oder das Box-Jenkins-Programm geht auf George E. P. Box und Gwilym M. Jenkins und ihr Buch aus dem Jahre 1970 Time Series Analysis - Forecasting and Control zurück. Es markierte eine neue Epoche in der Zeitreihenanalyse. Im Gegensatz zum vorher vorherrschenden Trendmodell, das einen deterministischen Prozess unterstellte, gehen Box und Jenkins von einem stochastischen Prozess (siehe ARMA-Modell) aus, mit dessen Hilfe die Modellierung einer Zeitreihe erfolgt. Eine wichtige Konsequenz dieses Ansatzes ist, dass (zufällige) Schocks eine dauerhafte Wirkung auf spätere Zeitreihenwerte haben können. Dieses ist vor allem für ökonomische Zeitreihen eine realitätsnähere Annahme.
Ein wichtiges Dogma der Box-Jenkins-Methode ist das so genannte Gesetz der Sparsamkeit. Dieses fordert eine sparsame Parametrisierung des Modells im Sinne einer möglichst geringen Zahl von Parametern.